# Elena Álvarez Mellado
Elena Álvarez Mellado (Madri, 1987) é uma linguista computacional e divulgadora espanhola.

## Trajectória
Linguista de formação pela Universidade Complutense de Madrid e especializada em linguística computacional. Tem trabalhado em projectos sobre morfologia, lematização, stemming, criação de corpos linguísticos e análises de sentimento. Tem dirigido o Projecto Aracne para a Fundação do Espanhol Urgente (Fundéu BBVA). De 2010 a 2016 trabalhou como linguista computacional em Molino de Ideias. Em 2016 escreveu o livro de divulgação linguística Anatomía da língua. Escreve periodicamente em eldiario.es, uma diário sobre língua.
Entre 2012 e 2015 participou na Rádio Nacional de Espanha na secção semanal sobre divulgação linguística dentro do programa de rádio 'A noite em vela'.
Em 2017 incorporou-se à UNED na equipa de investigação POSTDATA, um projecto europeu de investigação participado pela Faculdade de Filologia e pela Escola de Engenharia Informática da UNED.
Em 2018 recebeu o XXII Prémio Nacional de Jornalismo Miguel Delibes da Associação de Imprensa de Valladolid por seu trabalho titulado "Metáforas perigosas: o cancro como luta", publicado o 23 de outubro de 2017 no Diario.es. Nele analisa as implicações que acontecem ao tratar a doença e lhe aplicar uma linguagem bélica: supera-o quem combate e ganha, ou "se perde" contra o cancro. É a terceira mulher que recebe este galardão em seus 22 anos de existência.

## Prémios e reconhecimentos
- 2009 Primeiro prémio VIII Certamen Universitário "Arquímedes" de Introdução à Investigação Científica na área de ciências sociais e humanidades - Ministério de Educação e Universidade de Extremadura.[9]
- 2018 XXII Prémio Nacional de Jornalismo Miguel Delibes da Associação de Imprensa de Valladolid.
- 2022 Premio Archiletras de la Lengua, en la categoría de investigación.[10]
- 2023 Adam Kilgarriff Prize.[11]